# 5967 Едітлеві
5967 Едітлеві (5967 Edithlevy) — астероїд головного поясу, відкритий 9 лютого 1991 року.
Тіссеранів параметр щодо Юпітера — 3,793.